# Toro Manchado
Toro Manchado är en ort i Mexiko.   Den ligger i kommunen Salvador Alvarado och delstaten Sinaloa, i den västra delen av landet, 1 100 km nordväst om huvudstaden Mexico City. Toro Manchado ligger 68 meter över havet och antalet invånare är 125.
Terrängen runt Toro Manchado är platt åt sydväst, men åt nordost är den kuperad. Runt Toro Manchado är det ganska glesbefolkat, med 26 invånare per kvadratkilometer. Närmaste större samhälle är Guamúchil, 15,1 km norr om Toro Manchado. Trakten runt Toro Manchado består till största delen av jordbruksmark.